# Göran Wedsberg
Carl Göran Magnus Wedsberg, född 7 juni 1959 i Hässelby, död 30 juni 1996 i Bromma, var en svensk barnskådespelare.
Wedsberg omkom i en trafikolycka och är begravd på Bromma kyrkogård.

## Filmografi
- 1972 – Anderssonskans Kalle